# マラート・スルタノフ
マラート・スルタノフ（1960年12月5日 - ）は、キルギス共和国の政治家。過去、国立銀行総裁、財務相、議会議長等を務めた。

## 経歴
フルンゼ（現ビシュケク）市出身。オシ州アライスキー地区、後にビシュケク市の学校で学んだ。1983年、モスクワ鉄鋼合金大学、1987年、同大学の大学院を卒業。1985年から同大学の半導体材料講座の初級科学職員。
- 1987年 - キルギス国立大学で働き、初級講師から助教授までを歴任した。
- 1992年 - キルギス共和国国立銀行に入り、課長、副総裁代行、副総裁を務めた。
- 1994年7月～1998年12月 - 国立銀行総裁
- 1998年 - 「キルギスガスムナイザート」代表取締役

1999年1月、財務相。1999年7月23日に辞任。
1999年から「アディレト」党の共同議長。2000年～2005年、ジョゴルク・ケネシュ (キルギス議会) 代議員に選出され、予算・財務委員会委員長を務めた。
2005年、議会代議員に再選出。2006年3月2日～2007年10月、議会議長。2007年12月28日～2009年1月14日、キルギス共和国社会財団総裁。
2009年1月14日、財務相。2010年キルギス騒乱後、解任。

## パーソナル
妻帯、3女を有する。